# Moulins-Saint-Hubert
Moulins-Saint-Hubert je francouzská obec v departementu Meuse v regionu Grand Est. V roce 2011 zde žilo 174 obyvatel.

## Sousední obce
Autréville-Saint-Lambert, Mouzon (Ardensko), Vaux-lès-Mouzon (Ardensko)

## Vývoj počtu obyvatel
Počet obyvatel